# Carlos Manuel Arana Osorio
Carlos Manuel Arana Osorio (Barberena, Santa Rosa, 17 de juliol de 1918 - Ciutat de Guatemala, 6 de desembre de 2003) va ser un militar i polític guatemalenc, elegit president de la República de Guatemala per al període de l'1 de juliol de 1970 a l'1 de juliol de 1974. Va ser comandant de la zona militar general Rafael Carrera en Zacapa de 1966 a 1968 i ambaixador de Guatemala a Nicaragua.
El sistemàtic ús del "terrorisme d'estat" que va començar el 1966 durant el govern de Julio César Méndez Montenegro va continuar durant el govern Arana. Es calcula que 20.000 guatemalencs van ser morts o "van desaparèixer" durant el seu govern.